# Эфес (оружие)
Эфе́с (ефе́с, гефе́с) (нем. Gefäss, от fassen — «хватать»), также рукоя́ть — часть клинкового холодного (белого) оружия, за которую (стебель) его держат рукой (руками).

## Устройство
Эфес состоит из главной части — стебля (рукоять с навершием), за который оружие держат одной рукой (двумя руками — двуручник), к нему по большей части прикрепляют металлическую дужку (гарду) или чашку, защищающую кисть руки от ударов и уколов оружия противника.
К эфесу может быть прикреплён темляк (как элемент оружия и униформы), а также различные призовые знаки (например, «За фехтовальный бой») и знаки наград (например, знак ордена Святой Анны 4-й степени).
Эфес может быть открытым, полуоткрытым или закрытым. Открытый эфес либо защищает пальцы только крестовиной, либо ничем не защищает. Закрытый эфес защищает пальцы одной или несколькими дужками, соединяющими основание рукояти с навершием. Если дужка (или дужки) не доходят до навершия, тогда эфес называют «полуоткрытым». Закрытый или полуоткрытый эфес с дополнительными дужками и другими элементами является сложным (или развитым).

## Навершие («яблоко»)
Навершие (или голова рукояти) типа «яблоко» выполняет 3 функции:
- Служит противовесом, улучшая баланс оружия (поэтому её часто изготавливают из тяжёлого материала (например, свинца))
- Удерживает руку от соскальзывания (например, при нанесении рубящих ударов оружие может «вырваться» под воздействием центробежной силы, возникающей особенно если боец ослаб от усталости или ранен)
- Служит для крепления рукояти, изготовленной из любого материала, на хвостовик клинка

В «яблоки» иногда вставляли драгоценные камни.
Исторически существовали 2 основные формы наверший: славяно-германское (полуовальное) и римское (круглое).

## Рукоять («черен», «стебель»)
Рукоять типа «черен» служит для удержания оружия, крепят на язычок, обычно изготавливают из дерева или металла, а для избежания проскальзывания (для увеличения трения) нередко покрывают кожей или другим шершавым материалом. Со второй половины XIX века для увеличения трения также применяли резину. Иногда рукоять дополнительно обматывали верёвкой.
Рукоять могла быть как для одной руки, так и для обеих. Иногда к рукояти прикрепляли кольцо для удержания оружия в горизонтальной плоскости.

## Гарда
Гарду, как и рукоять, крепили на язычок и предназначали для защиты руки от оружия противника. На раннем оружии гард не существовало. Появилась гарда по мере развития фехтования, когда появилась необходимость в более удобном и безопасном парировании ударов противника. Первые варианты гарды представляли собой перекрестье — планку, перпендикулярную клинку и рукояти, и находящуюся в той же плоскости, либо небольшой диск, установленный между клинком и рукоятью.
В эпоху Германо-римской империи гарда уже являлась обязательной принадлежностью меча. Начиная с XV
века стали появляться круглые гарды, а также гарды, защищающие кисть целиком с помощью дужки — изогнутой части, идущей от верхней части рукояти до нижней.
На боевых ножах для предупреждения соскальзывания руки на клинок служил подпальцевый упор, который обеспечивает безопасность при нанесении колющего удара. Но и гарда в её классическом понимании осталась на некоторых моделях ножей.
Гарда отсутствует на некоторых типах клинкового холодного оружия, из-за специфики его применения, например у шашек и метательных ножей.